# Ferdinand Wilhelm Schmid
Ferdinand Wilhelm Schmid (* 11. Mai 1829 in Nürtingen; † 28. Juni 1896 in Nürtingen) war ein deutscher Kommunalpolitiker und württembergischer Landtagsabgeordneter.

## Leben
Schmid entstammte einer Nürtinger Kaufmannsfamilie. Er war Stadtschultheiß in Grötzingen. Am 13. Juli 1868 wurde er zum Stadtschultheiß von Nürtingen gewählt. Dieses Amt übte er bis zu seinem Tod aus. 
Von 1883 bis 1888 gehörte Schmid als gewählter Abgeordneter des Oberamtes Nürtingen der zweiten Kammer des württembergischen Landtags an. 